# Silver Queen
Silver Queen (Brasil: A Jogadora / Portugal: Uma Aventura em San Francisco) é um filme norte-americano de 1942, do gênero faroeste, dirigido por Lloyd Bacon e estrelado por George Brent e Priscilla Lane.

## Sinopse
A jovem Coralie Adams descobre que seu recém-falecido pai, jogador compulsivo, deixou-lhe apenas uma montanha de dívidas. Até a mina de prata que ele tivera foi enterrada na mesa de jogo. Mas aí -- alas! --, o novo proprietário toma conhecimento das dificuldades da moça, procura-a, e se apaixona por ela. Infelizmente, Coralie casa-se com outro, um sujeito bem rico, e resta ao jogador prometer-lhe a escritura da mina como presente de casamento. Coralie, em seguida, abre um cassino, ganha muito dinheiro e consegue pagar todos os credores do pai. O que sobra ela deixa com o marido, que esbanja tudo na vã ilusão de encontrar mais prata.
Providencialmente, o jogador apaixonado decide colocar as coisas no lugar.

## Premiações
| Patrocinador                                  | Prêmio | Categoria                                            | Situação |
| --------------------------------------------- | ------ | ---------------------------------------------------- | -------- |
| Academia de Artes e Ciências Cinematográficas | Oscar  | Melhor Direção de Arte Melhor Trilha Sonora Original | Indicado |

## Elenco
| Ator/Atriz               | Personagem       |
| ------------------------ | ---------------- |
| George Brent             | James Kincaid    |
| Priscilla Lane           | Coralie Adams    |
| Bruce Cabot              | Gerald Forsythe  |
| Lynne Overman            | Hector Bailey    |
| Eugene Pallette          | Steve Adams      |
| Janet Beecher            | Laura Forsythe   |
| Guinn 'Big Boy' Williams | Blackie          |
| Frederick Burton         | Doutor Hartley   |
| Spencer Charters         | Doc Stonebraker  |
| Eleanor Stewart          | Millicent Bailey |
| Georges Renavent         | Andrés           |
| Marietta Canty           | Ruby             |
| Sam McDaniel             | Toby             |
| Herbert Rawlinson        | Juiz             |
| Arthur Hunnicutt         | Jornalista Bret  |